# Памятник погибшим 20 октября 1982 года в «Лужниках»
Памятник погибшим 20 октября 1982 года в «Лужниках» (официальное название — Памятник погибшим на стадионах мира) — памятник в Москве на территории спорткомплекса «Лужники», недалеко от трибуны «В».
Воздвигнут к десятилетию со дня трагедии в «Лужниках». Авторы: архитектор Георгий Сергеевич Луначарский и скульптор Михаил Сковородин. Инициатор создания памятника — клуб болельщиков «Спартака». Решение о создании памятника было утверждено мэром Ю. М. Лужковым.
Изготовлен Калужским скульптурным заводом на пожертвования болельщиков «Спартака», небольшую помощь оказали «Мосхлебпродукт» и «Мослес». Установлен в день матча Кубка кубков между «Спартаком» и «Ливерпулем», 22 октября 1992 года.